# Vila rustika
Vila rustika je starorimski izvangradski stambeni i gospodarski kompleks zgrada. Taj skup zgrada bio je središte zemljišnog poseda.
Vila rustika bila je u romanizovanim sredinama uobičajen oblik naseljavanja seoskog područja. Bila je mesto gde su osoblje i robovi vile radili i živeli. To je takođe bio prostor na kojem su boravile životinje s farme. Ovde su postojale i druge sobe koje su mogle poslužiti kao skladište, bolnica ili čak zatvor. Gospodarski fokus je bio na poljoprivredi.

## Literatura
- , R. Matijašić: